# Presidente Kubitschek
Presidente Kubitschek é um município brasileiro do estado de Minas Gerais. Sua população recenseada em 2022 era de 3 071 habitantes. 
Em meio à Serra do Espinhaço, no centro norte de Minas Gerais, está o município de Presidente Kubitschek. A uma altitude de 1.109 metros, sua paisagem peculiar é composta de serras, cascatas, cachoeiras e campos encantadores.
Em 1866, seu nome era Pouso Alto de Diamantina, por ser distrito daquele município, e por servir de pouso para tropeiros mercadores. Em 1962, o município é denominado Presidente Kubitschek, em homenagem ao ilustre filho da região, Juscelino Kubitschek.
O nome - que alguns habitantes ainda se referem pelo nome antigo de Tijucal, pelo rio homônimo - gera confusão com a cidade de Presidente Juscelino, localizada a 80 quilômetros de distância. Habitantes da quase homônima - também conhecida "Paraúna" - se referem a Presidente Kubitschek como "PKK".